# Nogusunna conflictoides
Nogusunna conflictoides är en utdöd fågel i familjen änder inom ordningen andfåglar. Den beskrevs 2011 utifrån fossila lämningar från miocen funna i Mongoliet.